# Tsukemono

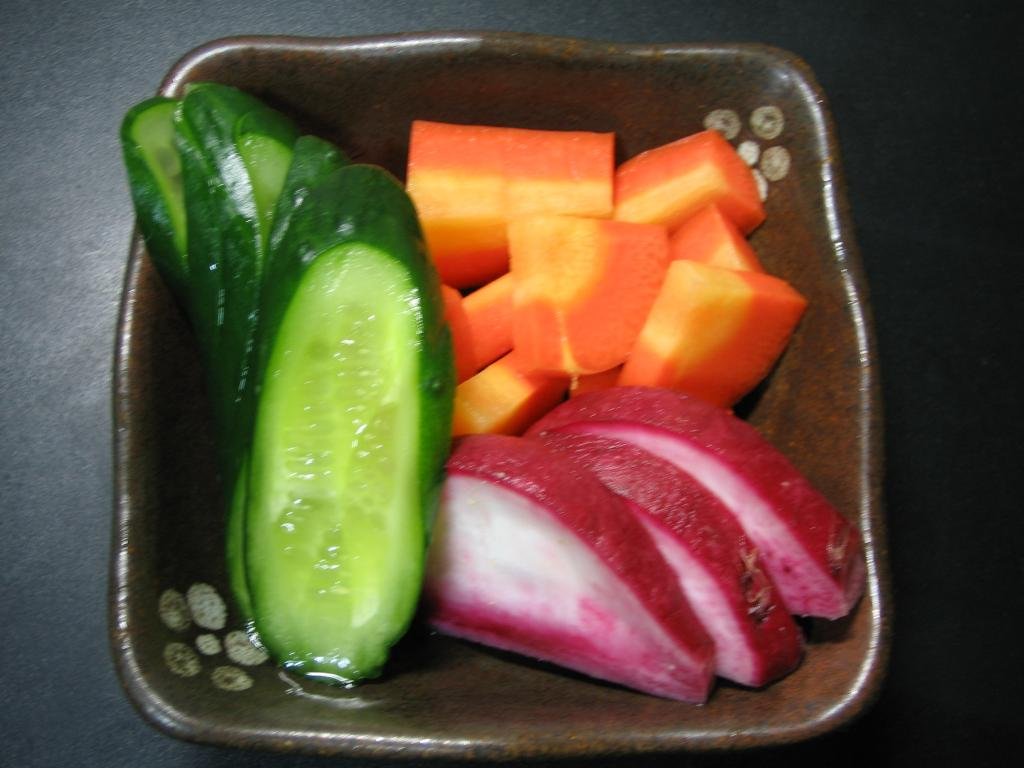
Nuka zuke és un tsukemono de nuka (cogombre, pastanaga i albergínia).

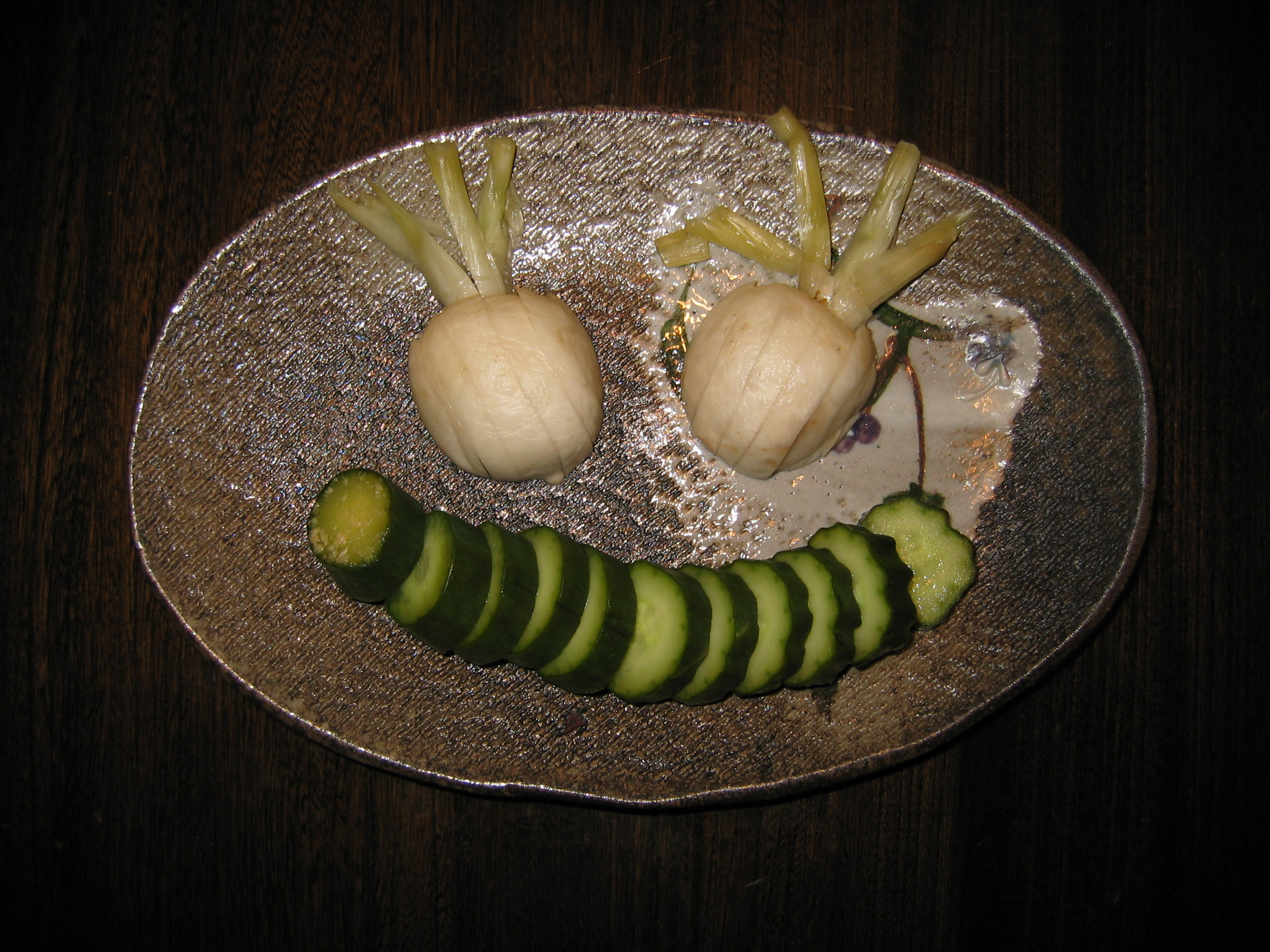
Nukazuke.

El tsukemono (渍 物) és un adobat japonès de verdures. Se sol servir amb arròs i algunes vegades amb begudes.

## Característiques
Les classes més comunes són els adobats en sal o salmorra. Salsa de soja, miso, vinagre d'arròs, mirin, nuka i sake són també usats per confitat. Entre els vegetals adobats hi ha: daikon, albercocs, naps, col xinesa, cogombres i espinacs. Tradicionalment, els japonesos preparen el tsukemono amb un tsukemonoki. L'adobat va ser una de les formes principals de preservar el menjar. Actualment el tsukemono pot ser comprat fàcilment en un supermercat, però molts japonesos encara fan els seus propis adobats. Un tsukemonoki (渍 物 器, Lit. Vas per coses adobades) és una planxa de confitat japonès. La pressió era generada utilitzant pedres pesades anomenades tsukemonoishi (渍 物 石, Lit. Pedra per coses adobades) amb un pes d'1 o 2 quilos, de vegades més. Aquest tipus està encara en ús, amb el contenidor de plàstic, fusta, vidre o ceràmica. Abans que es fes servir el tsukemonoishi, la pressió era aplicat empenyent una falca entre una nansa del vas i la seva coberta.

## Llista detsukemono
- Asazuke
- Beni shōga
- Bettarazuke
- Fukujinzuke
- Gari
- Kasuzuke
- Karashizuke
- Matsumaezuke
- Narazuke
- Nozawana
- Nukazuke
- Senmaizuke
- Shibazuke
- Takuan
- Wasabizuke
- Umeboshi
- Rakkyōzuke